# أنزوس

الدول الأعضاء في أنزوس

الاتفاقية الأمنية بين أستراليا ، ونيوزيلندا ، والولايات المتحدة (أو معاهدة أنزوس) هو التحالف العسكري الذي يربط أستراليا ونيوزيلندا، وبشكل منفصل، أستراليا والولايات المتحدة على التعاون في المسائل الدفاعية في منطقة المحيط الهادئ، على الرغم من أن حاليًا يتم فهم المعاهدة على أنها متعلقة بالهجمات على أي منطقة. وتنص على أن أي هجوم مسلح على أي من الأطراف الثلاثة سيكون خطرا على الأطراف الأخرى، وأن على كل واحد أن يعمل لمواجهة التهديد المشترك. وشكلت لجنة من وزراء الخارجية يمكنها الاجتماع للتشاور.
كانت المعاهدة واحدة من السلسلة التي شكلتها الولايات المتحدة في حقبة 1949-1955 كجزء من ردها الجماعي على تهديد الشيوعية خلال الحرب الباردة. تم تعليق نيوزيلندا من ANZUS في عام 1986 عندما بدأت منطقة خالية من الأسلحة النووية في مياهها الإقليمية. في أواخر عام 2012، رفعت الولايات المتحدة حظراً على زيارات السفن الحربية النيوزيلندية مما أدى إلى إذابة التوترات. تحتفظ نيوزيلندا بمنطقة خالية من الأسلحة النووية كجزء من سياستها الخارجية وهي معلقة جزئياً من ANZUS، حيث أن الولايات المتحدة تحتفظ بسياسة غامضة سواء كانت السفن الحربية تحمل أسلحة نووية أم لا وتشغل العديد من حاملات الطائرات والغواصات التي تعمل بالطاقة النووية؛ لكن نيوزيلندا استأنفت المجالات الرئيسية لمعاهدة ANZUS في عام 2007.